# Vandret elevator i Viborg
Den vandrette elevator ved Regionshospitalet Viborg er et system, der kan minde om det engelsksprogede begreb people mover. Systemet blev indviet i december 2007 og består af en 50 meter lang højbane, der kan transportere personer i en lukket kabine fra hospitalsbygningen over Gl. Aarhusvej til Patienthotellet ved Søndersøs bred og tilbage. Banen fungerer fuldt automatisk som en almindelig elevator, hvor personer forud for transporten trykker på en knap, men modsat en almindelig elevator kører den ikke lodret, men vandret på en skinne, der står på stolper 11 meter over jorden. 
Ved indvielsen eksisterede der ikke lignende baner i Danmark, men systemet kendes fra udlandet, bl.a. Patient Rapid Transit på det amerikanske Duke University Medical Center. Der findes også people mover systemer, hvor kabiner kører over længere afstande efter et metrolignende princip, bl.a. Perugia People Mover i den italienske by Perugia. Banen i Viborg er dog med sin korte afstand, og som navnet illustrerer, mere sammenlignelig med en elevator end en metro, selvom den ved indvielsen i folkemunde blev betegnet som ”Viborgs førerløse metro.” Blandt betegnelserne var også ”Verdens sjoveste elevator” og ”Verdens kedeligste rutsjebane”, hvilket skyldtes, at tilladelsen til, at den måtte transporterer personer, blev givet med afsæt i lovgivningen om rutsjebaner i tivolier, idet der ikke fandtes anden dansk lovgivning for et sådant system.